# دومينيك نورث
دومينيك نورث (بالإنجليزية: Dominic North)‏ هو راقص باليه بريطاني، ولد في 1983 في ليدز في المملكة المتحدة.